# Linea di successione presidenziale negli Stati Uniti d'America

Lo stemma del presidente degli Stati Uniti d'America

La linea di successione presidenziale negli Stati Uniti definisce chi può divenire o agire come presidente degli Stati Uniti in seguito a incapacità, morte, dimissioni o rimozione dall'incarico (per impeachment e successiva condanna) di un presidente o di un presidente eletto.
Per garantire la continuità della linea di comando, nelle occasioni in cui sono riuniti nello stesso luogo tutti gli appartenenti alla linea di successione è previsto che un sopravvissuto designato si trovi in un altro posto.

## Linea di successione attuale
Questa è la lista dell'attuale linea di successione alla carica di presidente degli Stati Uniti, come specificato dal Presidential Succession Act del 1947 e successive modifiche e integrazioni.
| Posizione | Ruolo                                         | Attualmente ricoperto da | Partito | Partito      |
| --------- | --------------------------------------------- | ------------------------ | ------- | ------------ |
| 1         | Vicepresidente (Presidente del Senato)        | J. D. Vance              |         | Repubblicano |
| 2         | Speaker della Camera dei rappresentanti       | Mike Johnson             |         | Repubblicano |
| 3         | Presidente pro tempore del Senato             | Chuck Grassley           |         | Repubblicano |
| 4         | Segretario di Stato                           | Marco Rubio              |         | Repubblicano |
| 5         | Segretario al tesoro                          | Scott Bessent            |         | Repubblicano |
| 6         | Segretario della Difesa                       | Pete Hegseth             |         | Repubblicano |
| 7         | Procuratore generale                          | Pam Bondi                |         | Repubblicano |
| 8         | Segretario degli Interni                      | Doug Burgum              |         | Repubblicano |
| 9         | Segretario dell'Agricoltura                   | Brooke Rollins           |         | Repubblicano |
| 10        | Segretario al Commercio                       | Howard Lutnick           |         | Repubblicano |
| 11        | Segretario del Lavoro                         | Lori Chavez-DeRemer      |         | Repubblicano |
| 12        | Segretario della Salute e dei Servizi Umani   | Robert Kennedy Jr.       |         | Indipendente |
| 13        | Segretario della Casa e dello Sviluppo Urbano | Scott Turner             |         | Repubblicano |
| 14        | Segretario dei Trasporti                      | Sean Duffy               |         | Repubblicano |
| 15        | Segretario dell'Energia                       | Chris Wright             |         | Repubblicano |
| 16        | Segretario dell'Istruzione                    | Linda McMahon            |         | Repubblicano |
| 17        | Segretario degli Affari dei Veterani          | Doug Collins             |         | Repubblicano |
| 18        | Segretario della Sicurezza Interna            | Kristi Noem              |         | Repubblicano |

## Ragioni per il mancato inserimento nella linea di successione
- Mancanza dei requisiti previsti dalla Costituzione degli Stati Uniti, Articolo II:
  - Le persone che non sono cittadini statunitensi per nascita sono costituzionalmente ineleggibili al ruolo di presidente.
  - Le persone di età inferiore a trentacinque anni sono costituzionalmente ineleggibili al ruolo di presidente.
  - Le persone che non hanno risieduto negli Stati Uniti per quattordici anni sono costituzionalmente ineleggibili al ruolo di presidente.
- I funzionari ad interim sono ineleggibili: per entrare nella linea di successione un funzionario deve essere stato confermato dal Senato degli Stati Uniti d'America, prima della morte, dimissioni, rimozione dall'incarico, inabilità o qualsiasi altro motivo per qualificarsi del Presidente pro tempore. Quindi i funzionari ad interim che non sono ancora stati confermati nel loro ruolo non possono rientrare nella linea di successione.